# ماهاتسارا
ماهاتسارا (به لاتین: Mahatsara) یک منطقهٔ مسکونی در ماداگاسکار است که در آتسینانانا واقع شده‌است. ماهاتسارا ۵۲۵ کیلومتر مربع مساحت و ۲٬۵۰۰ نفر جمعیت دارد و ۱۰ متر بالاتر از سطح دریا واقع شده‌است.